# 兴庆宫

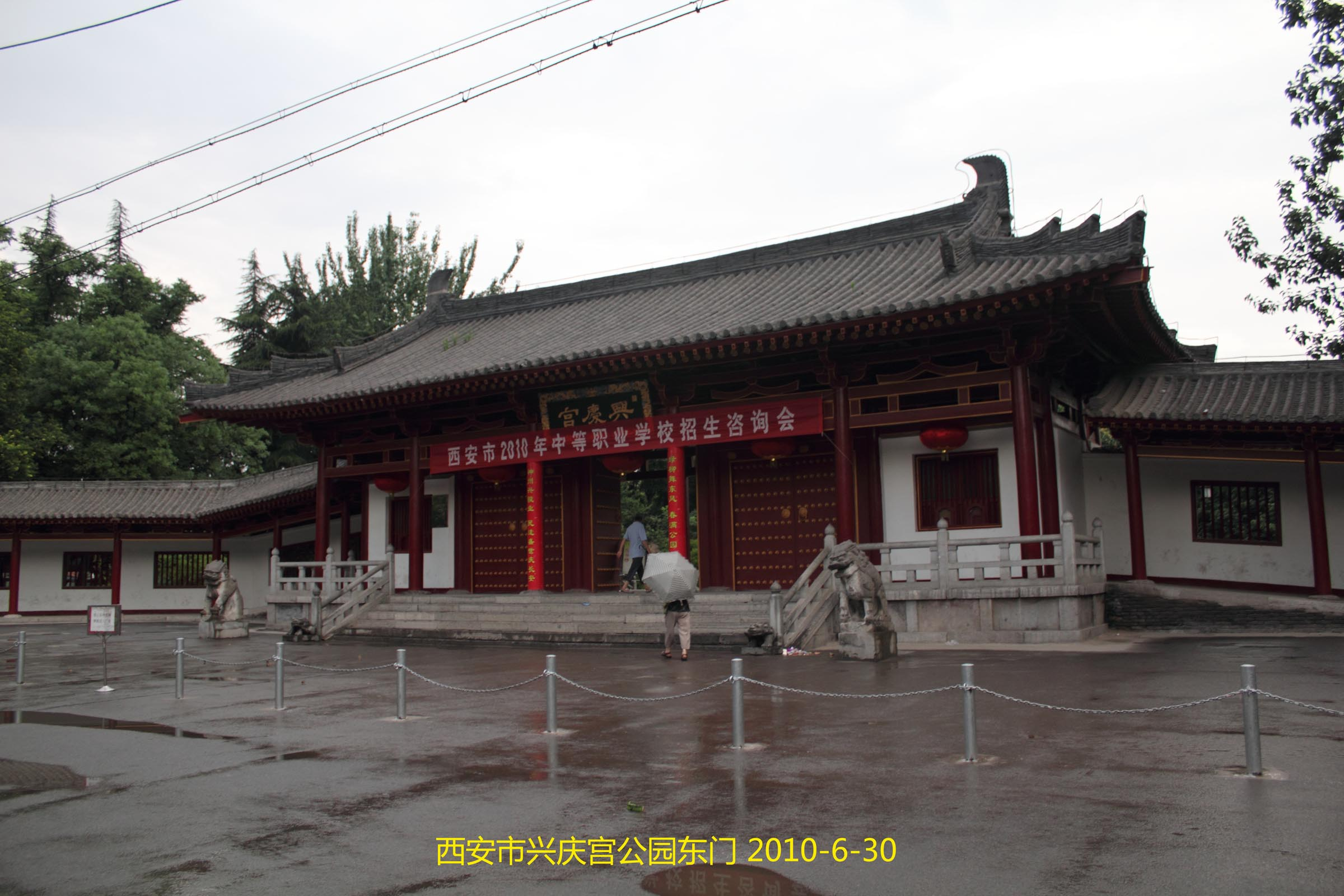
兴庆宫公园东门

兴庆宫是唐朝著名的宫殿，是唐玄宗时期的政治重心，称为“南内”。

## 历史
原是李隆基作为皇子时五兄弟居住的旧宅，原名隆庆坊。变为宫殿后，为了避讳而改名。
唐朝末年，兴庆宫遭到破坏；到清朝初年，逐渐干涸成为农田。1958年，为配合交通大学西迁，遗址上建成占地面积743亩的兴庆宫公园，是西安市内最大公园。正门正对西安交通大学。公园由150亩的兴庆湖及沿用唐代旧名的沉香亭、花萼相辉楼、南薰阁等组成。湖心岛上的沉香亭是仿唐建筑。

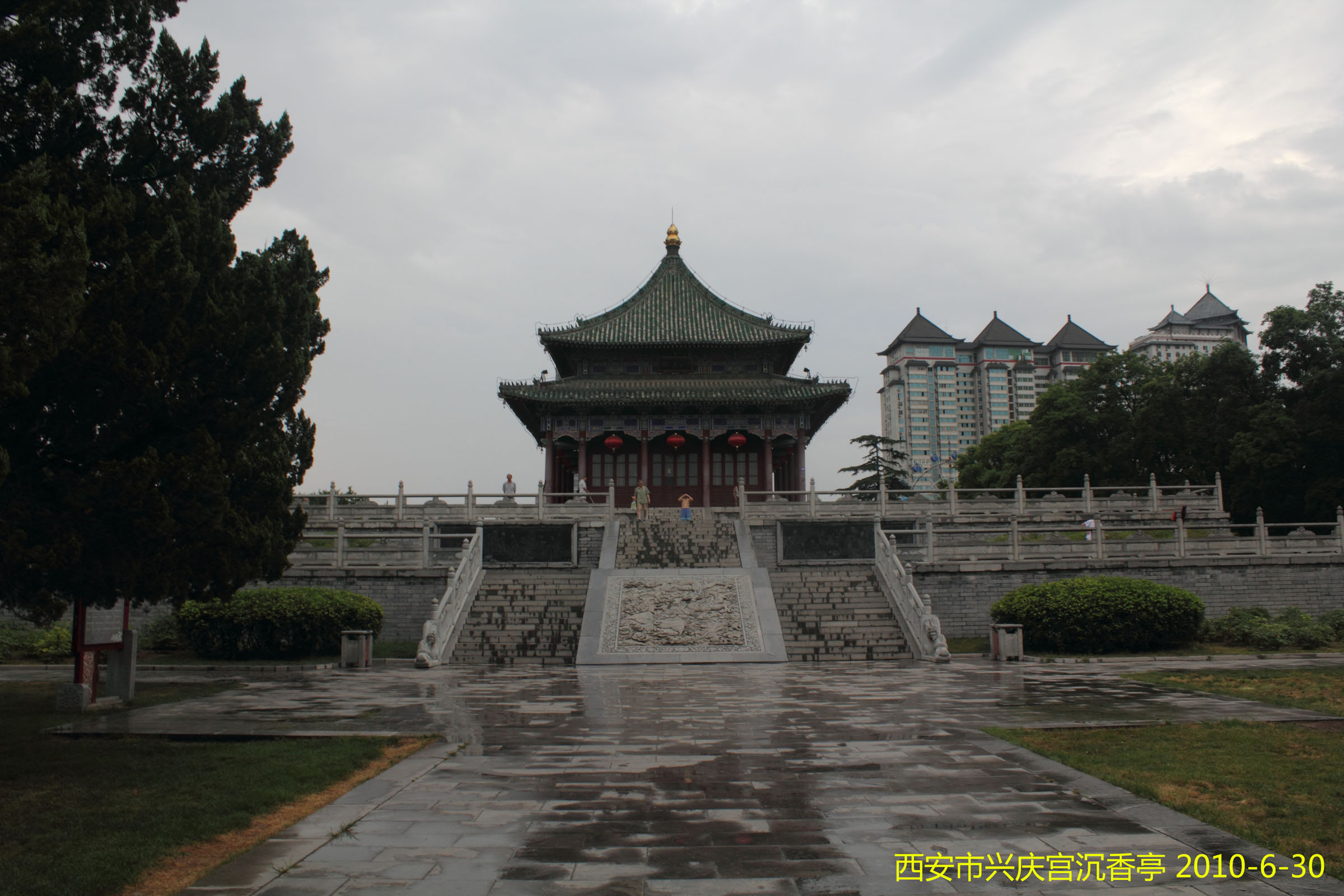
兴庆宫 沉香亭

1957年5月31日，兴庆宫遗址被列入陕西省文物保护单位。